# Olof Bärnheim
Olof Bärnheim, född 4 december 1865 i Färlövs församling, Kristianstads län, död 19 oktober 1942, var en svensk väg- och vattenbyggnadsingenjör.
Bärnheim, som var son till lantbrukaren Nils Nilsson och Elna Jeppson, avlade mogenhetsexamen 1885, utexaminerades från Kungliga Tekniska högskolan 1889 och avlade examen för inträde i Väg- och vattenbyggnadskåren samma år. Han blev löjtnant i nämnda kår 1893, kapten 1904, major 1913, överstelöjtnant 1922 och överste 1930. Han var ingenjör vid Statens järnvägsbyggnader och vid enskilda järnvägsbyggnader 1890–1895, var stadsingenjör i Växjö stad 1896, blev trafikchef vid Bredåkra–Tingsryds Järnväg 1897 och vid Mellersta Blekinge Järnväg samma år, styrelseledamot och verkställande direktör för Nora–Karlskoga Järnvägs AB samt var trafikchef vid Nora–Karlskoga Järnvägar 1903–1914. Han var slutligen verkställande direktör i Svenska Järnvägsföreningen 1914–1932.
Bärnheim uppgjorde förslag till och var arbetschef för Ronneby hamns ombyggnad 1900–1902 samt uppgjorde förslag till och var överingenjör vid ombyggnad av Nora-Karlskoga Järnväg 1904–1909. Han var ledamot av stadsfullmäktige, byggnadsnämnden och hamnstyrelsen i Ronneby stad 1899–1902, ordförande i Nora stads drätselkammare 1911, ordförande i Nora stadsfullmäktige 1912 och 1913, ledamot av Örebro läns landsting 1910–1914 samt ledamot av ett flertal kungliga kommittéer.